# Dale Jamieson
Pour les articles homonymes, voir Jamieson.
Dale Jamieson (né en 1947) est professeur d'études environnementales et de philosophie à l'université de New York, spécialiste de l'éthique de l'environnement et des droits des animaux et analyste du discours sur le changement climatique.

## Formation
Jamieson est né le 21 octobre 1947 à Sioux City, dans l'Iowa en 1947. La famille déménage ensuite à Waterloo, où il grandit à proximité de grandes entreprises de transformation de la viande. Vers 1959, elle déménagé à San Diego, en Californie, où il est un surfeur passionné. Malgré les conditions modestes dans lesquelles ils vivent, ses parents lui permettent de fréquenter, dès l'âge de 14 ans, un internat luthérien à Oakland, près de San Francisco. Outre la tradition morale luthérienne, la culture contestataire et le contre-public du San Francisco des années 1960 l'ont également influencé.
Il obtient son bachelor (B.A.) en philosophie et religion en 1970 à l'université d'État de San Francisco et son doctorat en philosophie de l'université de Caroline du Nord à Chapel Hill en 1976 pour son travail dans le domaine de la philosophie du langage. Son directeur de thèse est Paul Ziff, dont Jamieson dit que l'influence est « palpable dans tout ce qu'il pense et écrit »,.

## Carrière
Jamieson commence sa carrière universitaire à l'université d'État de la Caroline du Nord, où il enseigne en tant qu'instructeur invité en philosophie de janvier 1975 à mai 1978. Il y rencontre Tom Regan et travaille avec lui jusqu'à la fin des années 1970. L'essai de ce dernier, The Moral Basis of Vegetarianism, publié en 1975, incite Jamieson à s'intéresser également à l'éthique animale.
De 1978 à 1980, Jamieson est employé à l'université d'État de New York, puis professeur de philosophie à l'université du Colorado à Boulder et professeur sur les dimensions humaines du changement global au Carleton College. En 1985, il a fait la connaissance de éthologue Marc Bekoff, avec lequel il publie plusieurs articles et se consacre à la formation philosophique des scientifiques et à la diffusion de la pensée sur l'éthique animale.
Puis il a des rôles invités dans d'autres universités, notamment Cornell, Princeton et Stanford. En 2015, il présente la conférence Arthur C. Wickenden à l'université Miami.
Il est professeur d'études environnementales et de philosophie à l'université de New York, spécialiste de l'éthique environnementale et des droits des animaux et analyste du discours sur le changement climatique,. Il est également professeur affilié à la faculté de droit de NYU et directeur de l'Initiative d'études animales de NYU, qui est financée par Brad Goldberg avec un don d'un million de dollars en 2010. En plus de son affiliation aux départements d'études environnementales et de philosophie de l'Université de New York, Jamieson occupe également des postes à la faculté de droit Dickson Poon et à l'université de Sunshine Coast (en) en Australie.

## Éthique de l'environnement et du climat
Parmi les écrits les plus cités de Jamieson, on trouve des essais sur l'éthique environnementale, et plus particulièrement sur l'éthique climatique. Il décrit son approche de l'éthique environnementale comme étant naturaliste d'un point de vue philosophique, conséquentialiste d'un point de vue moral et constructiviste d'un point de vue méta-éthique.
Jamieson est l'un des rares philosophes à écrire sur le problème du changement climatique causé par l'homme dès le début des années 1990. Stephen Mark Gardiner (de) le considère comme l'un des pionniers de l'éthique climatique. Jamieson estime que la diplomatie climatique, qui a commencé avec la Conférence de Rio en 1992, a définitivement fait naufrage avec la Conférence de Copenhague de 2009 sur les changements climatiques. Parmi les nombreux obstacles, Jamieson cite le développement de l'homme, qui ne l'a pas doté de la capacité de percevoir le changement climatique graduel, à peine perceptible, superposé à des processus stochastiques à court terme, comme une menace immédiate, et de comprendre et de répondre à un tel problème global, presque illimité dans le temps, avec ses effets indirects.

« Sous ces réactions se cachent des vérités profondes sur notre nature animale. Le changement climatique doit être pensé plutôt que ressenti, et nous ne sommes pas très doués pour penser. Même si nous parvenons à penser que quelque chose est une menace, nous sommes moins réactifs que si nous sentons qu'il s'agit d'une menace. Prenons l'exemple de la différence entre toucher une cuisinière chaude et se faire dire que la cuisinière est chaude. Les scientifiques nous disent que le monde se réchauffe, mais nous ne le sentons pas et nous n'agissons donc pas. C'est le problème le plus difficile à surmonter. »

Jamieson voit une raison d'être prudemment optimiste dans le fait que le mouvement écologique est désormais politiquement établi dans la plupart des États. La lutte pour la stabilisation du climat se déroule désormais en premier lieu au sein des États. Selon lui, nous devons nous contenter de la mobilisation d'un large éventail d'acteurs et d'une multitude de mesures politiques multilatérales plutôt que d'une voie royale sûre, en espérant que les pires scénarios ne se réalisent pas.

## Éthique animale
Une grande partie des publications de Jamieson traite des relations homme-animal, des animaux eux-mêmes et, en particulier, de l'éthologie cognitive. Il défend essentiellement une position de protection des animaux fondée sur l'utilitarisme, qui met particulièrement l'accent sur la liberté individuelle des humains et des autres animaux. Ses essais Against Zoos et Animal Liberation is an Environmental Ethic ont été largement réimprimés et reçus. Dans son essai sur les zoos, Jamieson soutient que différentes défenses des zoos se rapportent à différents types de zoos et sont en partie incompatibles entre elles. Son attaque contre les zoos s'appuie alors sur la thèse selon laquelle ceux-ci peuvent causer de la souffrance tout en ne remplissant pas leur prétendu objectif d'éducation, car ils « nous [les humains] donnent une image fausse et dangereuse de notre propre position dans le monde ».
En outre, dans les années 1980, il exerce une influence conciliante sur les débats parfois très vifs entre les partisans d'une éthique environnementale et ceux d'une position de libération des animaux :

« Le mouvement de ceux qui sont sensibles aux intérêts de l'environnement et des animaux n'en est qu'à ses débuts. Nous nous trouvons dans une période de transition culturelle, entre une idéologie qui considère la nature comme une ressource à exploiter et une culture qui comprend l'importance d'un mode de vie en harmonie avec la nature. Il nous faudra beaucoup de temps pour comprendre les implications exactes de ces débats. Mais pour l'instant, il est important de comprendre que l'éthique de la libération animale est une éthique environnementale et qu'elle devrait être la bienvenue dans cette famille. »

## Autres travaux
Il critique les propositions de géoingénierie.

## Publications (sélection)

### Monographies
- Naomi Oreskes, Michael Oppenheimer et Dale Jamieson, Discerning Experts: The Practices of Assessment for Environmental Policy, The University of Chicago Press, 2019 (ISBN 978-0-226-60201-1)
- Dale Jamieson, Reason in a Dark Time: Why the Struggle Against Climate Change Failed – And What It Means for Our Future, Oxford University Press, 2014 (ISBN 978-0-19-933766-8)
- Dale Jamieson, Ethics and the environment: an introduction, Cambridge University Press, 2008 (ISBN 978-0-521-86421-3)
- Dale Jamieson, Morality’s Progress: Essays on Humans, Other Animals, and the Rest of Nature, Oxford University Press, 2003 (ISBN 0-19-925145-2)

### Essais
- (en) Dale W. Jamieson (dir.) et Marcello Di Paola, « Klimawandel und globale Gerechtigkeit: Neues Problem, altes Paradigma? », dans Klimagerechtigkeit und Klimaethik [« Climate Change and Global Justice: New Problem, Old Paradigm? »], De Gruyter, 2015 (DOI 10.1515/9783110401066-003)
- Dale Jamieson, « Against zoos », dans In Defense of Animals: The Second Wave, New York, Basil Blackwell, 2005, 132–144 p. (lire en ligne)
- Dale Jamieson, « Animal liberation is an environmental ethic », dans Environmental Values, vol. 7, 1998, 41–57 p. (DOI 10.3197/096327198129341465), chap. 1
- Dale Jamieson, « Ethics and intentional climate change », dans Climatic Change, vol. 33, 1996, 323–336 p. (DOI 10.1007/BF00142580), chap. 3
- Dale Jamieson, « Ethics, public policy, and global warming », dans Global Bioethics, vol. 5, 1992, 31–42 p. (DOI 10.1177/016224399201700201), chap. 1

- Animal Liberation is an Environmental Ethic (Environmental Values, 1997)
- Co-éditeur avec Marc Bekoff, Readings in Animal Cognition (The MIT Press, 1995)
- Co-éditeur avec Lori Gruen et Chris Schlottmann, Reflecting on Nature: Readings in Environmental Philosophy, 2e édition (Oxford, 2012)
- Love in the Anthropocene: Stories on Human Love in a World Without Nature, co-écrit avec Bonnie Nadzam (OR Books, septembre 2015)

## Lectures complémentaires
- Lindsay Abrams. "The rise and fall of America’s climate deniers: How politics hijacked the fight against global warming" Salon.
- Rob Kanter. "Environmental Almanac: Conservation lecture series at UI begins" dans The News-Gazette 2-9-14
- John Leland . "The Best of West and East" dans le New York Times du 8-1-2014
- Ruby Shao. "Singer criticizes “speciesism” at animal rights panel" dans le Daily Princetonian 10-9-13.
- Stephen Gardiner (dir.), Encyclopedia of Environmental Ethics and Philosophy, Macmillan Reference USA, 2008 (ISBN 0-02-866137-0), « Jamieson, Dale »